# Melanargia pelagia
Melanargia pelagia är en fjärilsart som beskrevs av Charles Oberthür 1909. Melanargia pelagia ingår i släktet Melanargia och familjen praktfjärilar. Inga underarter finns listade i Catalogue of Life.